# Charyton (Tumbas)
Charyton, imię świeckie Christos Tumbas (ur. 1953 w Kozani) – duchowny Greckiego Kościoła Prawosławnego, od 2014 metropolita Elasony.

## Życiorys
Święcenia diakonatu przyjął w 1996, a prezbiteratu w 1998. Chirotonię biskupią otrzymał 29 czerwca 2014.